# Повернення пияки
«Повернення пияки» (пол. Powrót birbanta) або «Дотепні пригоди пана після різдвяних веселощів» (пол. Zabawne przygody pana po świątecznych libacjach) — польський комедійний фільм 1902 року режисера Казімежа Прушинського. Один із перших польських художніх фільмів. Він складався з одного статичного кадру, що зображав повернення п'яного чоловіка додому. Фільм не зберігся до наших днів, а про його зміст відомо з розповіді Болеслава Влодзімежа Левицького, який бачив цей фільм у 1938 році.

## Сюжет
Ясний день, двірник підмітає вулицю біля будинку. Праворуч під'їжджає екіпаж і зупиняється перед воротами будинку. На пасажирському сидінні сидить молодий чоловік у циліндрі та фраку. Він явно п'яний і не може самостійно підвестися. Водій возу та сторож намагаються вивести п'яного хлопця до воріт.

## Акторський склад
- Казімеж Юноша-Стемповський — пасажир
- Владислав Нойбельт — візник